# 1137 Raissa
Raíssa (asteroide 1137) é um asteroide da cintura principal com um diâmetro de 23,69 quilómetros, a 2,1870139 UA. Possui uma excentricidade de 0,097523 e um período orbital de 1 377,88 dias (3,77 anos).
Raíssa tem uma velocidade orbital média de 19,13308632 km/s e uma inclinação de 4,31887º.
Esse asteroide foi descoberto em 27 de Outubro de 1929 por Grigory Neujmin.